# 岡本陸人
岡本 陸人（おかもと むつと、1911年（明治44年）12月28日 - 2007年（平成19年）1月4日）は、日本の実業家。あかね書房創業者。

## 経歴
長野県上水内郡日里村（中条村を経て現長野市）で、岡本梅吉、まつの の四男として生まれる。旧制専修商科学校（夜間）中退する。1926年に書籍取次の東京堂へ入社し、外商部に所属する。1944年に軍へ応召された後に退社し、出版社勤務を経て1949年にあかね書房を創業する。その後、1984年に同社会長に就任。
児童図書出版協会の発起人かつ幹事として学校図書館の設置に尽力し、日本書籍協会理事と読書推進運動協議会理事を歴任する。1983年に勲四等瑞宝章を受勲する。